# Conomitrium arboreum
Conomitrium arboreum är en bladmossart som först beskrevs av Brotherus, och fick sitt nu gällande namn av Kindberg 1891. Conomitrium arboreum ingår i släktet Conomitrium och familjen Fissidentaceae. Inga underarter finns listade i Catalogue of Life.